# Homalopoma cordellensis
Homalopoma cordellensis is een slakkensoort uit de familie van de Colloniidae. De wetenschappelijke naam van de soort is voor het eerst geldig gepubliceerd in 1996 door J. H. McLean.